# Atos Polska
Atos Polska S.A. (dawniej AMG.net) – polska spółka technologiczno-doradcza, specjalizująca się w budowie i utrzymaniu rozwiązań informatycznych. Przedsiębiorstwo oferuje rozwiązania wspierające obsługę i samoobsługę klientów, rozwiązania typu back office (systemy ERP) oraz wewnętrzne systemy wspierające dla przedsiębiorstw z sektorów telekomunikacyjnego, bankowego, ubezpieczeniowego, energetycznego, przemysłowego oraz publicznego. Przedsiębiorstwo oferuje doradztwo, budowę nowych rozwiązań (w tym także rozwiązania chmurowe), utrzymanie i outsourcing (nearshore) oraz usługi z zakresu cybersecurity.
W maju 2012 ówczesna AMG.net zakupiła udziały w spółce JADE z Torunia, obecnie AMG.net jest częścią międzynarodowej Grupy Bull.

## Partnerzy
Przedsiębiorstwo jest partnerem wiodących na świecie dostawców technologii informatycznych: Oracle, Microsoft, SAP, Liferay, oraz licznych mniejszych dostawców specjalistycznych rozwiązań i platform, w tym działających na zasadach open source takich jak: VMware, ATG (Oracle), Hybris Software, Salesforce, Tibco, Red Hat/JBoss, OpenCloud, Enterest Viaccess-Orca, Volantis, StreamWide, Aepona, Open ESB, Highdeal, Clarity, Apple, Google, Bluerank, The Apache Foundation.

## Historia
- 1996 rok – powstanie firmy[5]
- 1998 rok – początek współpracy z wiodącymi markami w Polsce (TP, Grupa Żywiec, Dell, P&G)
- 2000 rok – powstaje Dyna XML, AMG.net tworzy serwis mBanku, Innova Capital inwestuje w AMG.net
- 2001 rok – AMG.net łączy się ze Snap Consulting[6]
- 2002 rok – AMG.net rozpoczyna współpracę z Orange Polska tworząc projekt MAP
- 2003 rok – wśród takich klientów jak Grupa Żywiec, Era, BRE Bank, Idea, i Bank Millennium pojawia się Europejski Fundusz Leasingowy
- 2005 rok – AMG.net rozpoczyna współpracę z Telekomunikacją Polską, firmą Orlen i Netia
- 2006 rok – AMG.net dołącza do francuskiej Grupy Bull(inne języki)[7]. Do grona klientów firmy dołączają Bank BGŻ i Wana
- 2007 rok – spółka realizuje projekty dla nowych klientów, wśród nich są: OnAir[8], Bank SGB, Empik i PGNiG
- 2008 rok – AMG.net rozpoczyna współpracę z firmą Rossmann i Gadu-Gadu
- 2009 rok – AMG.net rozpoczyna współpracę z Amnesty International, Meritum Bank, Bankiem Pekao oraz Generali
- 2011 rok – powstaje nowy oddział AMG.net – w Gdańsku, rozpoczyna się współpraca z Ministerstwem Finansów oraz PBS Bank
- 2012 rok – AMG.net przejmuje toruńską firmę JADE – powstaje kolejny oddział firmy w Toruniu[9]
- 2015 rok – AMG.net zostaje przemianowane na Atos Polska po przejęciu Grupy Bull przez firmę Atos(inne języki).

## Nagrody i wyróżnienia
- 2010 rok – Meritum Planer bazujący na platformie eXion stworzonej przez AMG.net został wyróżniony przez Gazetę Bankową w kategorii najlepszych rozwiązań informatycznych dla sektora finansowego[10]
- 2010 rok – portale autorstwa AMG.net zajęły wysokie lokaty w rankingu Halvarssons&Halvarssons 2009[11]
- 2010 rok – AMG.net została pierwszym partnerem Liferay Inc. w Polsce w dziedzinie usług wdrożeniowych i serwisowych dla produktów stworzonych przez Liferay Inc.[12]
- 2011 rok – w maju 2011 została powołana Rada Biznesu przy Wydziale Fizyki i Informatyki Stosowanej Uniwersytetu Łódzkiego, przedstawiciele AMG.net zostali zaproszeni do udziału w tej inicjatywie[13]
- 2011 rok – system SmartCity stworzony przez AMG.net i wdrożony w Białymstoku został wyróżniony w konkursie „Lider ITS” (konkurs mający wyłonić najlepsze produkty i rozwiązania w obszarze inteligentnych systemów transportowych)
- 2013 rok – AMG.net została nagrodzona w konkursie „Pracodawca Jutra 2013” (konkurs pod patronatem Ministerstwa Gospodarki, Pracy oraz Ministerstwa Szkolnictwa Wyższego)[14]
- 2013 rok – AMG.net została pierwszym w Polsce, a drugim w Europie, partnerem Oracle ze specjalizacją Oracle Fusion CRM Cloud Services 2013.
- 2013 rok – podczas konferencji Computerworld Best in Cloud 2013 wyróżnione zostało zastosowanie nowych technologii przy budowie strony internetowej PLL LOT oraz aplikacji na smartfony i tablety. Rozwiązania przygotowała firma AMG.net[15]
- 2013 rok – wspólny projekt AMG.net i PLL LOT został nagrodzony w jednej z 16 kategorii w konkursie Mobile Trends Awards 2013[16]
- 2014 rok – AMG.net została nagrodzona w Oracle Partner Award w kategorii Application & SaaS[17]
- 2014 rok – AMG.net otrzymała tytuł „Odpowiedzialny pracodawca – Lider HR”[18]

## Współpraca z uczelniami
AMG.net współpracuje z uczelniami od 2007 roku. Obecnie kooperacja dotyczy Politechniki Łódzkiej, Uniwersytetu Łódzkiego, Uniwersytetu Mikołaja Kopernika w Toruniu oraz Technikum elektronicznym w Bydgoszczy. Firma wspiera uczelnie merytorycznie, opiniując zakresy tematyczne prowadzonych studiów podyplomowych, przedmiotów powiązanych z profilem działalności AMG.net, prowadząc wykłady stałe i gościnne. Dla studentów i absolwentów organizowane są Innowacyjne Staże Wakacyjne oraz Praktyki.
W maju 2011 roku została powołana Rada Biznesu przy Wydziale Fizyki i Informatyki Stosowanej Uniwersytetu Łódzkiego. Przedstawiciele AMG.net zostali zaproszeni do wzięcia udziału w tej inicjatywie.